# Nelson (nombre)
Nelson es un nombre propio de género masculino y origen inglés. Si bien el nombre Nelson es muy común en países latinoamericanos, tiene su preponderancia en países como: Estados Unidos, Irlanda, y Nueva Zelanda. Es un patronímico inglés y su significado es "el hijo de Neil", (en inglés, hijo: son).
Nelson Piquet, Horatio Nelson, Nelson Mandela y Nelson Bazaldúa Reyes son las personalidades más distintivas con el nombre Nelson.

## Personajes célebres
- Nelson Polanía "Polilla", humorista y actor colombiano, reconocido por ser parte del elenco del programa de comedia Sábados felices desde 1996.

- Datos: Q2782533
- Multimedia: Nelson (given name) / Q2782533